# Episodi di Im Namen des Gesetzes (sedicesima stagione)
La sedicesima stagione della serie televisiva Im Namen des Gesetzes è stata trasmessa in anteprima in Germania dalla RTL Television tra il 13 marzo 2008 e il 30 ottobre 2008.
| nº | Titolo originale      | Titolo italiano | Prima TV Germania | Prima TV Italia |
| -- | --------------------- | --------------- | ----------------- | --------------- |
| 1  | Meine Tochter         | inedito         | 13 marzo 2008     | inedito         |
| 2  | Das Versprechen       | inedito         | 20 marzo 2008     | inedito         |
| 3  | Unglaubwürdig         | inedito         | 27 marzo 2008     | inedito         |
| 4  | Späte Rache           | inedito         | 3 aprile 2008     | inedito         |
| 5  | Ein Vater zu viel     | inedito         | 10 aprile 2008    | inedito         |
| 6  | Der Tote am See       | inedito         | 17 aprile 2008    | inedito         |
| 7  | Dunkle Ahnung         | inedito         | 24 aprile 2008    | inedito         |
| 8  | Der Tod kommt zweimal | inedito         | 8 maggio 2008     | inedito         |
| 9  | Spurensuche           | inedito         | 15 maggio 2008    | inedito         |
| 10 | Kinderlos             | inedito         | 22 maggio 2008    | inedito         |
| 11 | Herzlos               | inedito         | 11 settembre 2008 | inedito         |
| 12 | Tödlicher Einbruch    | inedito         | 18 settembre 2008 | inedito         |
| 13 | Bremsversagen         | inedito         | 25 settembre 2008 | inedito         |
| 14 | Nachtschicht          | inedito         | 2 ottobre 2008    | inedito         |
| 15 | Böses Erwachen        | inedito         | 9 ottobre 2008    | inedito         |
| 16 | Schulzeit             | inedito         | 16 ottobre 2008   | inedito         |
| 17 | Existenz              | inedito         | 23 ottobre 2008   | inedito         |
| 18 | Kontrollverlust       | inedito         | 30 ottobre 2008   | inedito         |